# John Davies Ormond

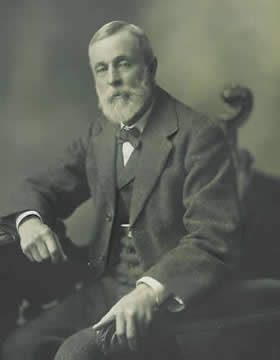
John Davies Ormond

John Davies Ormond (* 1831 in Wallingford, Grafschaft Berkshire, England; † 6. Oktober 1917 in Napier, Neuseeland) war ein neuseeländischer Landbesitzer, Politiker, Superintendent der Provinz Hawke's Bay und Mitglied im Legislative Council of New Zealand.

## Frühes Leben
John Davies Ormond wurde vermutlich 1831 als viertes Kind und dritter Sohn der Eheleute Frances Hedges und Francis Kirby Ormond in Wallingford geboren, das damals zu der Grafschaft Berkshire, heute Oxfordshire, in England gehörte. Er wurde am 28. Juni 1831 getauft. Über seine Kindheit und Ausbildung ist nichts bekannt.
Nachdem die Familie nach Plymouth umgezogen war, lernte er Edward John Eyre kennen, der 1846 Vizegouverneur der neuseeländischen Südprovinz New Munster werden sollte.

## Australien
1847 schiffte Ormond auf der  Ralph Bernal ein und segelte zunächst nach Australien, wo er auf den Goldfeldern des Landes versuchte schnelles Geld zu verdienen.

## Neuseeland

### Ormond als Politiker
Nach seiner Erfahrung in Australien ging er nach Neuseeland, wo er um 1848 Eyre‘s Vertrauter wurde und im nachfolgenden Jahr dessen Privatsekretär sowie Sekretär des Exekutivrats. Nachdem Eyre im Streit mit Gouverneur George Edward Grey Neuseeland wieder verlassen hatte, begann Ormond Land zu pachten und sich in Viehzucht zu versuchen. 1857 kaufte er 19.075 Acres Land in der Region des heutigen Tararua District und nannte das Land Wallingford, nach seinem Heimatort in England.
1858 trat er für die Loslösung von der Provinz Wellington und der Bildung einer eigenständigen Provinz Hawke's Bay ein und wurde nach der Realisierung ein Jahr später zum Mitglied und Sprecher des ersten Provinzrates gewählt. 1869 wurde Ormond als Superintendent für die Provinz Hawke's Bay Nachfolger von Donald McLean, dem er zuvor schon als Stellvertreter gedient hatte. McLean und Ormond verstanden sich ausgesprochen gut und häufig fielen ihre privaten und öffentlichen Interessen zusammen. Sie waren an einem dauerhaften Frieden in der damaligen Kolonie bemüht und auch an der Entwicklung ihrer Ländereien. Während der Maori-Kriege verschaffte Ormond McLean Informationen über die Māori und deren Hauhau-Bewegung. 1861 wurde Ormond für den Wahlkreis Clive in das New Zealand House of Representatives gewählt und hielt diesen Sitz bis in das Jahr 1881 hinein. 1863 ließ er sich zusätzlich über den District of Porangahau für die Wahl in den Provincial Council der Provinz Hawke's Bay aufstellen und wurde gewählt. 1884 kandidierte er dann für den Wahlkreis Napier und gewann erneut einen Sitz für das Parlament. Diesen Sitz konnte er bis 1890 verteidigen. Danach wurde er 1891 in den Legislative Council of New Zealand berufen.
Ormond war von 1871 bis 1872 sowie 1877 Minister of Public Works (Minister für öffentliche Arbeiten) und übernahm die Verantwortung für die Ansiedlung der 4051 von den Britischen Inseln und 1670 vor allem aus Skandinavien und Deutschland kommenden Einwanderer, die in der Provinz Hawke's Bay siedeln wollten. So entstanden als Beispiel die beiden Norsewood und Dannevirke. Ormond mischte sich auch in den Bau und der Erweiterung der Eisenbahnlinie von Napier nach Takapau ein und drängte die Regierung zu einer Erweiterung, um den fast 1000 mittellosen Siedlern der Region eine Existenzgrundlage durch Holzeinschlag und Holzhandel zu bieten.
Ormond schaffte sich durch sein Engagement nicht nur Freunde, sondern auch erbitterte Feinde. Er trat auf öffentlichen Druck 1872 von seinem Ministeramt zurück, übernahm aber 1877 wieder die Verantwortung. Er nahm eine führende Rolle in den lokalen Gremien seiner Provinz ein und engagierte sich in einer Vielzahl von Kommunalverwaltungen und anderen lokalen Organisationen, insbesondere im Hawke's Bay Education Board und im Napier Harbour Board. Er erlangte hohes Ansehen und großen Einfluss in der Provinz Hawke's Bay.
John Davies Ormond starb am 6. Oktober 1917 in Napier. Er hinterließ einen Nachlass von rund 35.000 Acres Land, das seinerzeit einen Wert von 450.000 NZP hatte.

### Ormond als Landbesitzer
Wenn es seine Zeit erlaubte, kam Ormond zurück zu seiner Farm und kümmerte sich um die Viehzucht, um die Weiden sowie dem Ackerbau. Er pachtete und verpachtete Land, erwarb 1863 über 16.000 Morgen Land in Otawhao, Oringi und Waiaruhe. 1875 verkaufte er das Land in Oringi wieder und erwarb 1214 Acres in der Nähe von Woodville. Des Weiteren erwarb er 14.500 Morgen Land auf der Māhia Peninsula, das ab 1885 von seinem ältesten Sohn George als Farmer bewirtschaftet wurde.

## Privates
Am 4. Dezember 1860 heiratete Ormond die Schwester des Provinzrechnungsprüfer George E. G. Richardson, Hannah Richardson, die 1858 aus Schottland kommend ihrem Bruder nach Neuseeland gefolgt war. Aus der Ehe gingen sechs Kinder hervor.